# Haften
Haften of eendagsvliegen (Ephemeroptera) zijn een orde van ranke, gevleugelde insecten die het grootste deel van hun leven onder water doorbrengen. De haften behoren tot een evolutionair oude groep genaamd Palaeoptera, waartoe ook de libellen en juffers worden gerekend. Er zijn wereldwijd meer dan 3000 soorten beschreven.
Haften zijn te herkennen aan hun netvormige vleugeladering. De vleugels kunnen niet worden opgevouwen en worden in rust verticaal achter het lichaam gehouden. Dit is vermoedelijk een primitief morfologisch kenmerk dat al aanwezig was in de eerste vliegende insecten. De larven (nymfen) leven in helder stromend of stilstaand zoet water; hun aanwezigheid is een indicatie van een hoge waterkwaliteit. De levenscyclus van haften is uniek binnen de insecten door het voorkomen van een zogenaamd subimago, een volledig gevleugeld stadium dat zich nogmaals vervelt tot een volwassen haft.
De levensduur van de larven verschilt per soort, en ligt tussen een paar maanden tot enkele jaren. De levensduur van het volwassen insect (imago) is zeer kort, slechts een paar uur tot maximaal twee à drie weken. Het gemiddelde ligt op enkele dagen en om deze reden worden haften ook wel eendagsvliegen genoemd. De korte, efemere levensduur van de imago's is al bekend sinds de klassieke oudheid.

## Ontwikkeling

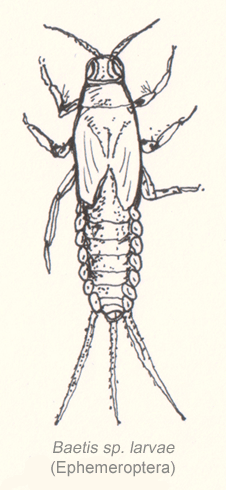
Nimf

Haften zijn hemimetabool en kennen dus geen larve- en popstadium. Het onvolwassen dier is een nimf, net zoals bij bijvoorbeeld libellen of sprinkhanen. Haften leven het overgrote deel van hun bestaan (tot enkele jaren) als nimfen in het water. De nimfen zijn gevoelig voor vervuiling. Aanwezigheid van nimfen duidt op een goede waterkwaliteit. De ontwikkeling van de nimfen is uniek voor insecten: haften kennen, als enige insectenorde, een vervelling in een gevleugeld stadium. Ze vervellen tot zo'n 45 keer. De nimf, die zich bij (vrijwel) alle soorten in het water of de waterbodem ontwikkelt, stijgt ten tijde van de gedaanteverwisseling naar het wateroppervlak, waarna in het oppervlak of op uitstekende plantendelen een zogenaamde subimago uit de nimfhuid sluipt. Deze subimago is volledig gevleugeld en kan ook normaal vliegen. Na enige tijd (dit kan variëren van vrijwel onmiddellijk, in het wateroppervlak, tot enige tijd later, bijvoorbeeld op vegetatie), vindt de laatste vervelling plaats, waarbij uit de subimago de uiteindelijke imago sluipt. Het meest in het oog springende verschil tussen subimago (in Engelstalige landen en onder vliegvissers ook wel 'dun' genoemd) en imago (ook wel 'spinner' geheten) is het uiterlijk van de vleugels. Deze zijn bij de subimago dun, mat en grijzig als gevolg van de aanwezigheid van talrijke microscopische haartjes. Bij de imago zijn die haartjes afwezig en zijn de vleugels helder, glanzend en doorzichtig. De haartjes op de vleugels zorgen voor een structuur waardoor water niet aan de vleugels blijft hangen en het uitsluipen in het wateroppervlak mogelijk wordt.
De volwassen dieren hebben gedegenereerde monddelen en kunnen niet eten, slechts bijten. Ze leven slechts enkele uren tot enkele dagen, afhankelijk van de soort. Het volwassen stadium wordt uitsluitend gebruikt om tot paring te komen. De dieren komen vaak massaal uit waardoor de kans op bevruchting wordt vergroot. Ze zijn dan in grote zwermen van talloze exemplaren te zien. Het zijn de mannetjes die zwermen vormen. De vrouwtjes zoeken een zwerm op en paren in de lucht met een mannetje. Korte tijd later zet het vrouwtje alle eitjes af op het water, waarna beide sterven.

## Kenmerken
Haften zijn ranke insecten met een teer lichaam, twee paar vleugels, grote ogen, korte borstelachtige antennes en lange staartdraden. Hun vleugelspanwijdte is 12 tot 50 mm. Hun voorvleugels zijn veel groter dan de achtervleugels, die soms helemaal niet aanwezig zijn. Een mannetje heeft langere poten en grotere ogen dan het vrouwtje, om makkelijker een vrouwtje uit de lucht te kunnen grijpen om te paren. Haften kunnen bruin of bruingeel zijn, groenbruin of wit komen minder voor. Hun ogen zijn vooral in het geval van een mannetje rood tot roodbruin. De ademhaling gaat met behulp van beweegbare tracheekieuwen aan hun achterlijf. Zwemmen doen ze met drie lange aanhangsels aan hun achterlijf.
Eitjes worden een voor een of in een groepje afgezet en zijn maximaal 0,5 mm. Het proces om daaruit een nimf te worden, duurt zo'n 10 dagen tot meerdere maanden.
Er zijn wereldwijd zo'n tweeduizend soorten, in Midden- en Noordwest-Europa ongeveer zeventig en in Nederland veertig soorten. De meeste soorten zijn vegetariër en eten algen en planten, carnivore nimfen komen in Nederland niet voor.

## Taxonomie
De orde van de haften is opgedeeld in de volgende families:
- Familie: Ameletidae
- Familie: Ameletopsidae
- Familie: Ametropodidae
- Familie: Austremerellidae
- Familie: Baetidae
- Familie: Baetiscidae
- Familie: Behningiidae
- Familie: Caenidae
- Familie: Chromarcyidae
- Familie: Coloburiscidae
- Familie: Coryphoridae
- Familie: Dicercomyzidae
- Familie: Dipteromimidae
- Familie: Ephemerellidae
- Familie: Ephemeridae
- Familie: Ephemerythidae
- Familie: Euthyplociidae
- Familie: Heptageniidae
- Familie: Ichthybotidae
- Familie: Isonychiidae
- Familie: Leptohyphidae
- Familie: Leptophlebiidae
- Familie: Machadorythidae
- Familie: Melanemerellidae
- Familie: Metretopodidae
- Familie: Neoephemeridae
- Familie: Nesameletidae
- Familie: Oligoneuriidae
- Familie: Oniscigastridae
- Familie Polymitarcyidae
- Familie: Prosopistomatidae
- Familie: Siphlonuridae
- Familie: Siphluriscidae
- Familie: Teloganellidae
- Familie: Teloganodidae
- Familie: Vietnamellidae